# Шастово (Великоустюгский район)
Шастово — деревня в Великоустюгском районе Вологодской области.
Входит в состав Парфёновского сельского поселения, с точки зрения административно-территориального деления — в Парфёновский сельсовет.
Расстояние по автодороге до районного центра Великого Устюга — 32,5 км, до центра муниципального образования Карасово — 21 км. Ближайшие населённые пункты — Горяево, Кузьминское, Демидово.
По переписи 2002 года население — 3 человека.